# Eevansaari (ö i Mellersta Finland)
Eevansaari är en liten ö i sjön Kankarisvesi i Finland. Den ligger i kommunen Jämsä i landskapet Mellersta Finland, i den södra delen av landet, 200 km norr om huvudstaden Helsingfors. Öns area är omkring 140 kvadratmeter och dess största längd är 20 meter i sydöst-nordvästlig riktning.